# Pingüí de Schlegel
El pingüí de Schlegel (Eudyptes schlegeli) és un ocell marí de la família dels esfeníscids (Spheniscidae). És un dels coneguts com pingüins crestats, degut a les contrastades plomes grogues que llueixen al cap.

## Morfología
- Pingüí de mitjana grandària que fa uns 66 – 76 cm de llargària i un pes de 4 – 5 kg.
- Per sobre és de color gris blavós fosc, i per sota blanc. És l'únic entre els pingüins crestats amb gola i galtes normalment blanques, si bé de vegades grises.
- Plomall color taronja, de plomes allargades, pels costats del capell, cap arrere i avall pels costats dels ulls.
- Ulls vermells, bec marró rogenc clar, potes color carn.
- Joves semblants als adults, sense plomes taronja al cap.

## Hàbitat i distribució
Ocell d'hàbits pelàgics que nia només a l'illa Macquarie, dispersant-se més tard per aigües properes.

## Reproducció
Cap al mes de setembre acudeixen cap al llocs de cria. Fan nius molt senzills, amb pedres i material vegetal, a platges o vessants amb herba. Cap al mes d'octubre fan la posta, de dos ous, si bé només un sobreviu. Ambdós pares coven per torns durant 35 dies. Els joves estaran completament emplomallats als 65 dies i s'endinsaran en el mar.

## Alimentació
S'alimenten de krill, peixos i en menor mesura calamars.